# القرد بيتكلم (فلم)
القرد بيتكلم هو فيلم مصري، من تأليف وإخراج بيتر ميمي وإنتاج سيف عريبي. صدر في 25 يناير 2017. من بطولة أحمد الفيشاوي، عمرو واكد، ريهام حجاج وسيد رجب. وتدور قصة الفيلم حول الساحران الشقيقان ينفذان خدعة سحرية لإطلاق سراح والدهما البريء من السجن.
يعد الفيلم التعاون الثاني بين الممثلين أحمد الفيشاوي وعمرو واكد بعد تعاونهما في فيلم "جنينة الأسماك"، كما يعد التجربة الثانية للمنتج سيف عريبي بعد فيلمه الأول "الهرم الرابع". كانت الممثلة أروى جودة هي المرشحة الأولى للبطولة، ثم حلت محلها ريهام حجاج.

## ملخص قصة الفيلم
تدور أحداث الفيلم حول ساحرين شقيقين وهما طه الشناوي ورشاد الشناوي «أحمد الفيشاوي» و«عمرو واكد»، يحضران لخدعة سحرية قادرة على إطلاق سراح والدهما البريء من السجن والفيلم مقتبس من الفليم الأمريكي Now You See Me).

## طاقم التمثيل
- أحمد الفيشاوي بدور «رشاد الشناوي»
- عمرو واكد بدور «طه الشناوي»
- سيد رجب بدور «زكريا ألمظ»
- ريهام حجاج بدور «توتة»
- هاني شو
- مايكل سعد
- بيومي فؤاد
- تميم عبده
- ليلى عز العرب
- محمود الجندي
- رانيا شاهين
- مصطفى عباس ميرال ميشيل

## الصدور
قبل بداية شهر رمضان انتهى المخرج بيتر ميمي من تصوير كافة مشاهد الفيلم، حيث كان من المقرر عرض الفيلم في موسم عيد الفطر لعام 1437هـ/2016م، ولكن بسبب احتياج الفيلم للكثير من عمليات الجرافيكس إضافة إلى مرحلة ما بعد الإنتاج، قرر صناع العمل تأجيل صدور الفيلم إلى موسم منتصف العام وتحديداً بتاريخ 25 يناير2017 حتى يتم الانتهاء من العمل بشكل كامل.

## الموسيقى التصويرية
أخذت الموسيقى التصويرية للفيلم أكثر من عشرة أيام لتنفيذها، حيث تم الاستعانة بأكبر أوركسترا في مصر والوطن العربي تضم أكثر من 77 عازف.

## الفيديو الدعائي
طرحت شركة «مقام» للمُنتج سيف عريبي، المُنتجة لفيلم «القرد بيتكلم»، الإعلان الرسمي للفيلم بتاريخ 5 يناير 2017، وذلك عبر قناة الشركة الرسمية بموقع يوتيوب.

## أغنية الفيلم

### الأغنية الدعائية للفيلم
الأغنية الدعائية للفيلم من غناء المطرب الشعبي «دياب»، الأغنية تحمل اسم «أبويا الجدع» وهي من كلمات أحمد حسن راؤول، ومن ألحان سيف عريبي وتوزيع محمد عاطف الحلو، وهندسة صوتية ومكساج لرفيق عدلي.

### الأغنية الخاصة بالفيلم
الأغنية الخاصة بالفيلم من غناء «أحمد الفيشاوي» والمُطرب السعودي «قُصي خضر» و«هنادي مهنا»، كلمات وألحان «تي»، والكليب من إخراج أحمد الفيشاوي.

### أغنية تتر الفيلم
أغنية تتر الفيلم من غناء «سارة عيدان» وهي التي قامت بكتابتها وتلحينها، الأغنية بعنوان "Just For You" وباللغة الإنجليزية، والفيديو كليب من إخراج نادر ناجي.

## روابط خارجية
- مقالات تستعمل روابط فنية بلا صلة مع ويكي بيانات

لقرد بيتكلم